# Maasaï
Pour les races de bétail, voir Masaï (race bovine) et Masaï (race ovine).
Les Maasaï (également écrit Massaï, Masaï ou Maassaï) constituent une population africaine d’éleveurs et de guerriers semi-nomades d'Afrique de l'Est, vivant principalement dans le centre et le sud-ouest du Kenya et au nord de la Tanzanie.
Les Maasaï appartiennent au groupe des sociétés nilotiques et ont émigré depuis le Sud du Soudan vers le XVe siècle, accompagnés de leur bétail domestique.
Le fait qu’il occupe de nombreux parcs animaliers d’Afrique de l'Est a probablement contribué à faire du peuple maasaï l’un des plus connus du grand public occidental. Les Maasaï maintiennent leurs traditions culturelles tout en prenant part aux forces économiques, sociales, et politiques contemporaines, dans la région et au-delà.
En Tanzanie, les populations Maasaï subissent depuis début 2013 des tentatives d'expropriation de la part du gouvernement du président Jakaya Kikwete.

## Ethnonymie
L'ethnonyme « Maasaï » signifie « ceux qui parlent maa ». Sa transcription comporte plusieurs variantes (par ordre alphabétique) : Ilmaasaï, Maa, Maasaïs, Maasi, Maasaï, Masaï, Masaïs, Massaï, Massais,,.

## Le pays maasaï

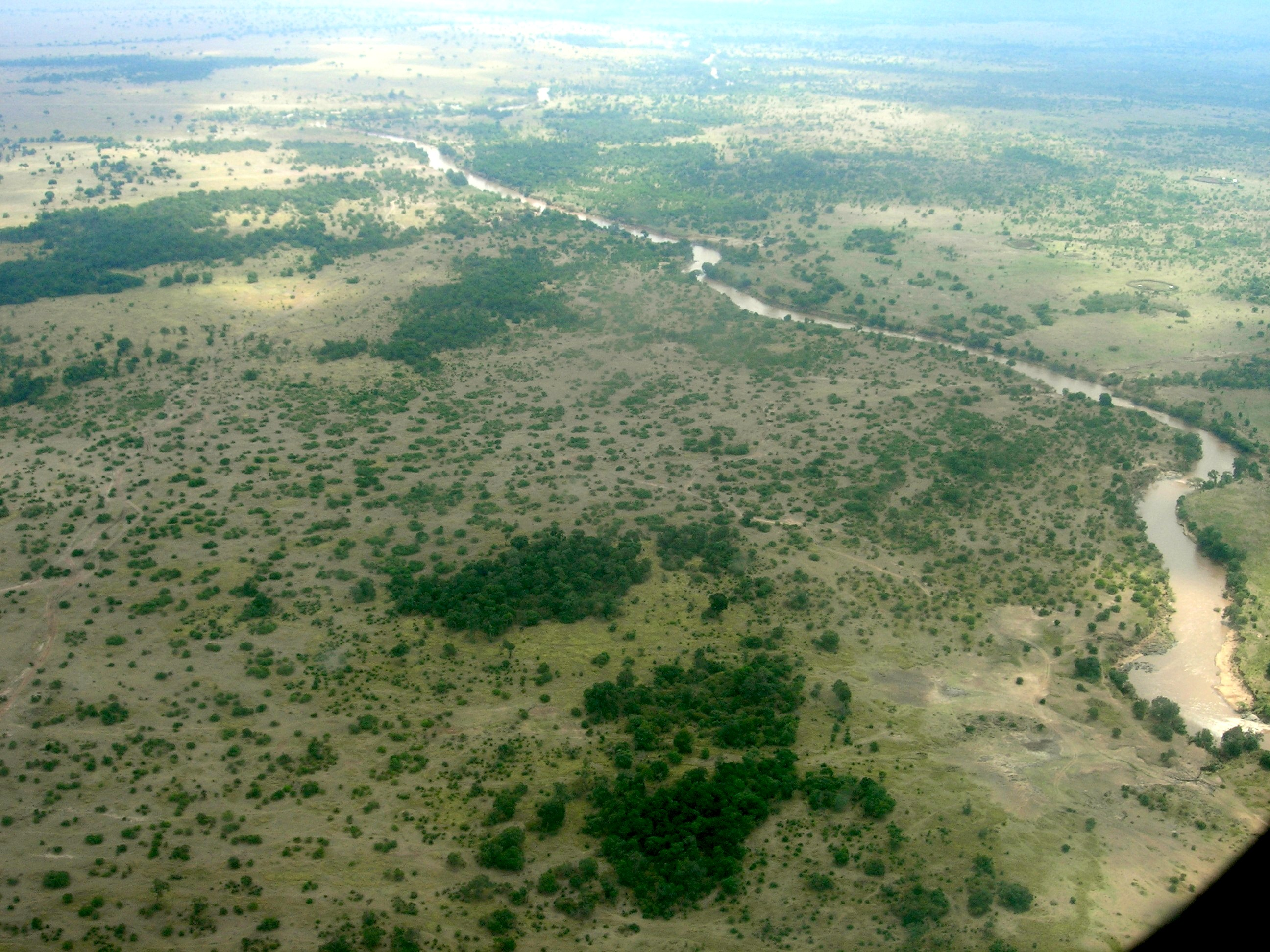
Le parc de Maasaï Mara et la rivière Mara.

Le pays maasaï s'étend de chaque côté de la frontière qui sépare le Kenya de la Tanzanie, entre les monts Kenya et le Kilimandjaro (plus haut sommet de l'Afrique avec 5 892 m). Le climat y est chaud et sec.
Le pays maasaï compte différentes réserves naturelles et de grands territoires où les animaux sont protégés : rhinocéros, lions, buffles, éléphants, girafes, gnous, gazelles, zèbres…

## Histoire
Les Maasaï sont les plus méridionaux des locuteurs de langues nilotiques et sont directement apparentés aux Turkana et aux Kalenjin vivant près du lac Turkana dans le nord du Kenya. La tradition orale maasaï et les données archéologiques indiquent qu’ils ont migré depuis le nord jusqu'au sud.
Une partie importante des terres maasaï a été conquise par les colons britanniques et allemands à la fin du XIXe siècle, aidés par la peste bovine et la variole, puis par les ethnies africaines dominantes avec l’aide du gouvernement lors de l’indépendance. Une partie des terres a également été transformée en réserves et parcs nationaux (Amboseli, Nairobi, Masai Mara, Samburu, Nakuru, Manyara, Ngorongoro, Serengeti et Tsavo).

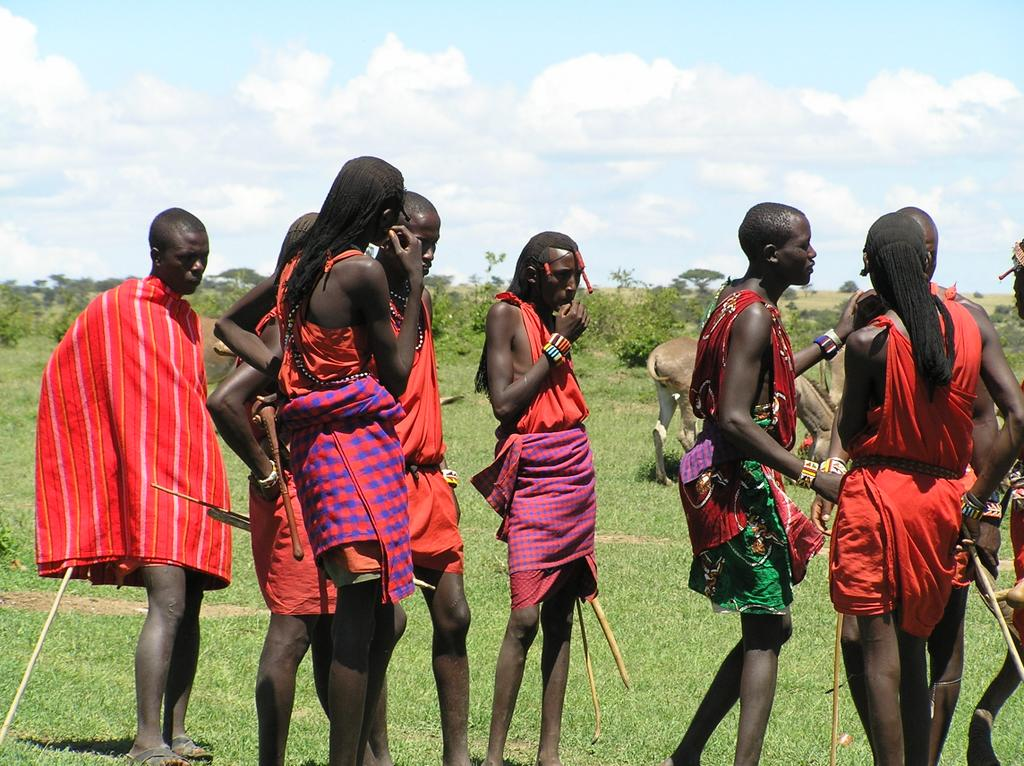
Groupe de Maasaï.

Les Maasaï sont semi-nomades et ont une économie pastorale exclusive. Ils ont résisté aux incitations des gouvernements kényan et tanzanien visant à leur faire adopter un mode de vie plus sédentaire et à adopter l’agriculture. Ils ont acquis le droit de faire pâturer leur bétail dans de nombreux parcs des deux pays et ignorent régulièrement les frontières lorsqu’ils déplacent leurs grands troupeaux de bétail à travers la savane lors des changements de saison.
Leur résistance a contribué à générer une vision romantique du mode de vie maasaï, considéré comme un exemple d’harmonie avec la nature. Leur conservatisme est sans doute également à l’origine de l’attrait qu’ils exercent sur les touristes occidentaux.
Les Maasaï vivent encore dans les réserves de faune dont ils sont les premiers organisateurs. Ne chassant pas, sinon le lion pour des rites d'initiation, ils ont préservé les animaux sauvages  et leurs feux ont transformé une brousse peu pénétrable en un tapis régulier d'herbes basses. Les réserves n'ignorent pas le surpeuplement animalier et touristique, surtout à Amboseli, proche de Nairobi, qui offre en prime aux visiteurs la superbe toile de fond du Kilimandjaro. Le Kenya connaît aussi les méfaits du braconnage.

## Population
Les estimations des populations maasaï du Kenya et de Tanzanie varient d’une source à l’autre. Elles sont rendues délicates par le nomadisme et le fait que les groupes puissent circuler très librement à travers la frontière.
Selon les sources, la population maasaï serait comprise entre 300 000  et   880 000 personnes.
Au Kenya, 841 622 Maasaï ont été dénombrés lors du recensement de 2009.
Les Maasaï se répartissent en cinq groupes : les Arusha, les Baraguyu (en), les Kisongo (en), les Purko et les Samburu. Une population maasaï importante s’est établie dans les districts de Narok, Trans Mara et Kajiado, dans la province de la vallée du Rift au Kenya.

## Vie quotidienne

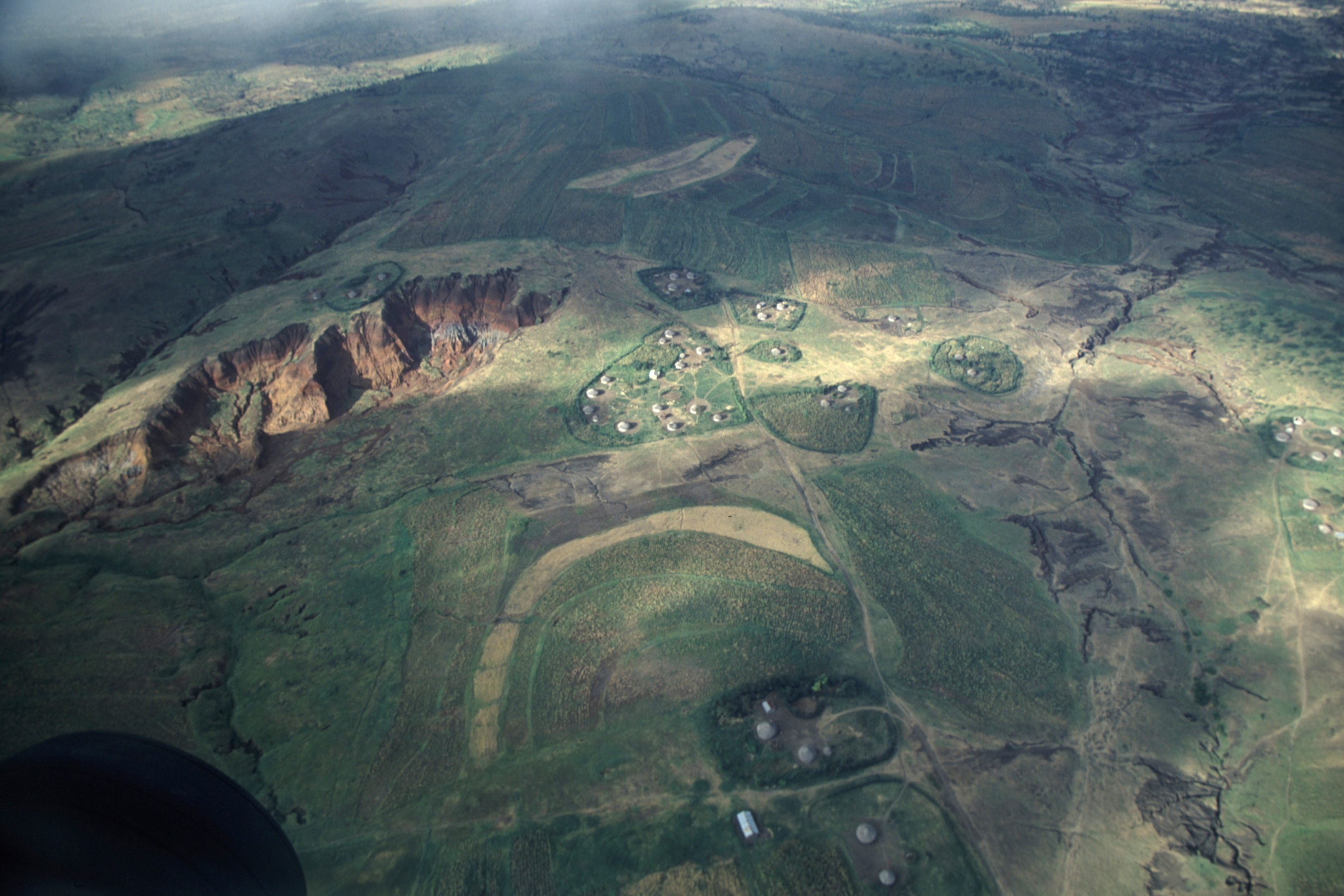
Vue aérienne de villages maasaï.

### Lieu de vie
Les Maasaï construisent de petites maisons de forme ovale, souvent temporaires en utilisant des branchages entrecroisés, recouverts de bouse de vache et de boue. Ce mélange sèche rapidement au soleil pour devenir suffisamment dur et étanche.
Les maisons sont construites de la même manière : une pièce principale où se trouve le foyer qui permet de cuire les aliments, chasse les mouches et autres insectes, éclaire le soir et  chauffe quand il fait frais, notamment en altitude. Les adultes y dorment sur un grand lit fait de branchage et recouvert de peaux. Une petite pièce est réservée aux jeunes animaux, et une chambre pour l'épouse, propriétaire de la maison (enkaji), qui y dort avec ses bébés et y reçoit son mari ou parfois, son amant.
Un groupe de maisons en cercle, ceint par une clôture formée de branches épineuses, forme un enkang. Les troupeaux sont regroupés à l'intérieur de ce cercle (emboo) pendant la nuit afin de les protéger des prédateurs. Un ensemble d’habitations formant un village est nommé boma. Quand les Maasaï doivent migrer, ils brûlent généralement les maisons. Parfois, ils  les laissent pour pouvoir y revenir plus tard, en fonction de l'eau et des pâturages disponibles.
Les femmes construisent les maisons, les possèdent et participent activement à la vie du village : traite du bétail matin et soir, recherche de l'eau et du bois, repas, entretien, fabrication des bijoux, soins aux très jeunes enfants… Les hommes veillent à la sécurité du campement, s’occupent du bétail et passent de longues heures à prendre les décisions qui concernent leur communauté.

### Bétail

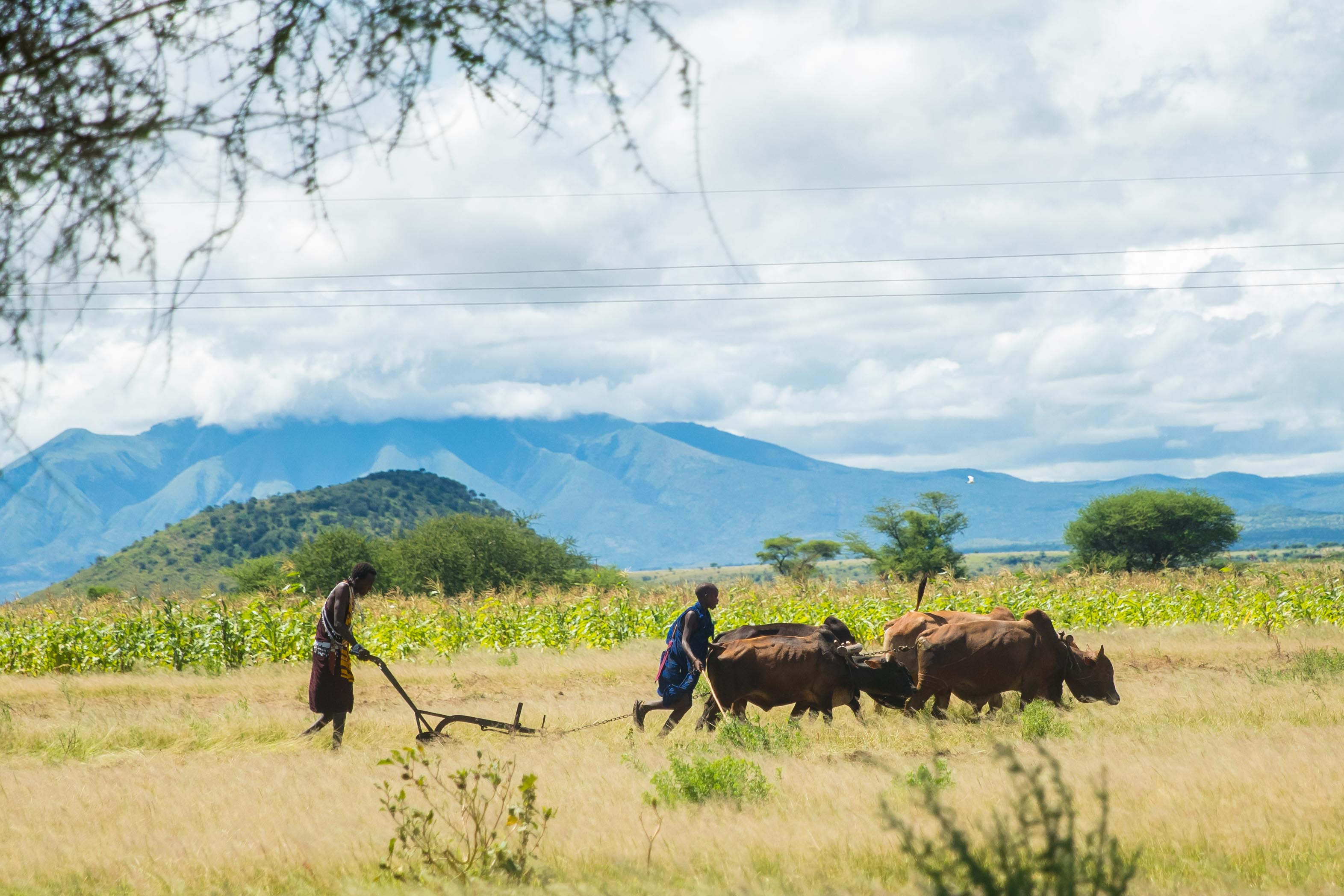
Charrue tirée par des bœufs (Tanzanie).

La vie traditionnelle des Maasaï s’organise autour du bétail, qui constitue leur principale source de nourriture. Ils croient que leur dieu leur a confié son propre bétail afin qu’ils s’en occupent. La richesse d’un Maasaï est déterminée par le nombre de vaches que possède sa famille.
Chaque famille maasaï possède une dizaine de bœufs, de chèvres et de moutons. Chaque bête est marquée d'un signe qui indique à qui elle appartient. Les hommes emmènent leurs troupeaux paître dans la réserve des animaux, pour plusieurs jours. C'est le plus ancien guerrier maasaï qui guide le troupeau à travers la savane. Les Maasaï occupent un territoire aussi longtemps que le bétail peut s’y nourrir.

### Alimentation
Il est d'usage de dire que les Maasai se nourrissaient principalement de lait et de sang. En réalité, au cours du XXe siècle avec la sédentarisation progressive et l'introduction d'alimentation végétale, la diète maasaï se compose aujourd’hui de 10-15% de protéines, 55% de glucides, et 30% de graisse avec une diète basée sur le lait et le maïs sous forme d'ugali,, ils mangent aussi des haricots.
Même si la viande et le sang sont des constituants traditionnels du régime maasaï, ce ne sont pas des aliments de base,. Dans une étude, 50 % des femmes maasai avaient un taux de ferritine inférieur à 15 μg /L indiquant un stock de fer faible. Les Maasai pensent qu'il ne faut pas consommer le lait et la viande au même repas. Les enfants maasaï de moins de 5 ans sont nourris à la farine de maïs, au riz et aux haricots.
En 1980, 10 % des calories venaient de la viande. En 2011, moins de 1 % des calories viennent de la viande.
Ils peuvent prélever le sang des jeunes bovins sans les tuer, en incisant la veine jugulaire au niveau du cou, à l'aide d'une flèche. La viande est consommée plus rarement et ne doit jamais être mêlée avec le lait ; elle est réservée à certaines cérémonies ou occasions particulières.
L’« idéal pastoral » maasaï les conduit à rejeter toute alimentation d’origine animale à l’exception du buffle ressemblant à leur propre bétail. Ils n'ont pas d'activité agricole ou cynégétique à vocation alimentaire. Ils ne consomment ni poisson, ni oiseau, ni gibier sauvage.
D'autres sources indiquent que les Maasaïs consomment d'importantes quantités de plante. Selon une étude menée par Timothy Johns[réf. nécessaire], « Pour apprêter le lait, les Maasaï ajoutent des plantes, racines, écorces, un tas de végétaux. Et ils disposent toujours d’un bouillon d'herbages et des écorces, qu'ils mélangent avec la viande. Il leur arrive aussi de se curer les dents avec des morceaux de bois, de sucer des racines pour en extraire le jus ou de mâcher de la gomme des arbres, telle la myrrhe fournie par le balsamier. beaucoup de ces plantes sont médicinales. Les autres peuples de la région les utilisent uniquement pour se soigner, tandis que les Maasaï en font un usage presque quotidien. »

## Culture

### Classes d’âge et organisation sociale
La société maasaï est patriarcale et plus ou moins gérontocratique, les anciens prenant les décisions pour l’ensemble du groupe. L'expert rituel, oloiboni ou laibon (forme anglicisée), agit comme un intermédiaire entre les Maasaï et leur dieu Enkai. Il est le détenteur des connaissances traditionnelles concernant les plantes médicinales et prétend pratiquer la divination et la magie.
Les Maasaï sont divisés en sections territoriales, en clans patrilinéaires et en classes d'âge (en). Les hommes passent successivement dans cinq classes d’âge : enfants, juniors, aînés juniors, guerriers ou moranes puis seniors. Le passage d’une classe à l’autre est accompagné de rites initiatiques.

### Initiation

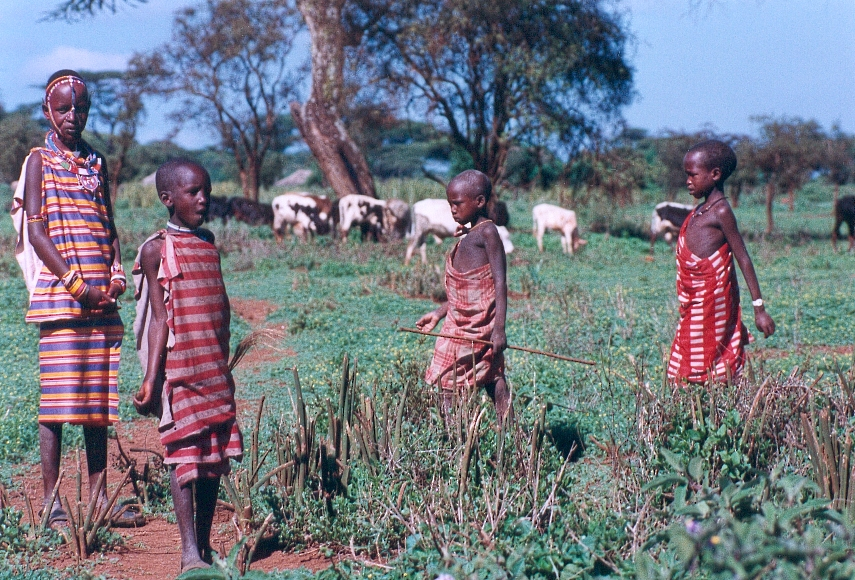
Enfants Maasaï au Kenya.

Les anciens délivrent aux moranes des connaissances concernant les plantes, les animaux, mais aussi les usages et l’histoire de leur peuple.
Les garçons maasaï deviennent de jeunes guerriers, ol-murrani (pluriel il-murran) vers l'âge de quinze ans, après qu'un nouveau groupe d'âge a pu être constitué et que la circoncision a eu lieu. Différentes cérémonies initiatiques accompagnent le passage des jeunes Maasaï garçons à l’âge adulte. Le plus important est la circoncision, qui est pratiquée au même moment pour de nombreux individus. Ces personnes appartiennent dès lors à une même classe d’âge, ils seront liés pour le reste de leur vie. Les jeunes garçons ne doivent montrer aucun signe de peur ni de douleur au cours de la cérémonie, faute de quoi, ils seraient la honte de leur famille et pourraient même être ostracisés.
Il a été dit que chaque jeune devait tuer un lion au cours de sa période « guerrière » initiatique (moranship en anglais) : il s’agit là d’un mythe raconté au sujet des Maasaï. Il est vrai toutefois que tuer un lion (maintenant interdit) permet d’acquérir célébrité et prestige au sein de la communauté. Ce mythe est largement évoqué dans le roman Le Lion de Joseph Kessel.
Une fois circoncis et remis de cette épreuve, les jeunes guerriers partent vivre en groupe dans un village spécialement construit pour eux (manyatta), loin de l’univers des adultes, surtout des hommes. Ils sont accompagnés de leurs amantes et aussi de leurs mères, qui se chargent de tout le travail domestique. Ils ne pourront se marier qu’une fois qu’ils seront devenus des guerriers adultes.
Les jeunes filles sont excisées entre 12  et   14 ans. C'est la clitoridectomie (ablation des petites lèvres et du clitoris) qui est pratiquée. À partir de là, elles deviendront adultes et devront se marier. Le mot maasaï e-murata traduit à la fois les mots circoncision et excision. Le gouvernement kényan a interdit cette pratique depuis de nombreuses années et différentes ONG et associations locales luttent pour éradiquer cette pratique, qui bien qu'en recul, a toujours lieu dans de nombreuses familles.

### Mariage
Les mariages sont souvent pré-arrangés par les familles, moins de nos jours. La jeune Maasaï se marie le  plus souvent dès qu'elle est remise de l'excision qu'elle a subie. Elle quitte alors son village et sa famille pour s'installer dans la famille de son époux. Elle devient membre de son clan. La société maasaï est polygame et les hommes ont le plus souvent plusieurs épouses qui cohabitent dans le même village mais ont chacune leur maison. Les femmes ont le droit d'avoir des amants, même une fois mariées et ce sont elles qui choisissent leur amant en l'invitant à boire du lait dans son enkaji. L'amant doit néanmoins faire partie du même groupe d'âge que son mari. Les enfants sont la chose la plus précieuse aux yeux des Maasaï, plus précieuse encore que le bétail, mais les femmes maasaï n'ont généralement pas de grande famille et la mortalité infantile est élevée.

### Religion
Les Maasaï ont un dieu unique qui vit à la fois au ciel et sur terre : En-Kai. Il revêt deux formes : En-Kai narok, Dieu noir, bienveillant qui apporte la pluie et les orages bienfaisants et En-Kai nanyokie, le Dieu rouge, en colère, qui apporte la sécheresse et la maladie. Il provoque les éclairs de la saison sèche. On invoque Dieu pour les bénédictions, pour lui demander la pluie, des vaches, des enfants et la paix. Son épouse, Olapa, est la lune.
Ils croient que Enkai a donné tout le bétail aux Maasaï, et donc que quiconque possède des troupeaux doit les avoir volés autrefois aux Maasaï. Cette croyance a conduit à quelques conflits mortels avec d'autres tribus voisines au cours des siècles passés, lors de tentatives destinées à récupérer ce qu’ils considéraient comme leur propriété. Les raids sont interdits de nos jours.
Aujourd'hui, beaucoup de Maasaï sont chrétiens.

### Langue
Les Maasaï parlent le maa ainsi généralement que le swahili, langue véhiculaire de l'Afrique de l'Est, et parfois de nos jours l'anglais.

### Parure etmodification corporelle
Outre la circoncision ou l’excision, les enfants des deux sexes subissaient autrefois une ablation de l’une ou de deux incisives inférieures.
Les hommes et les femmes ont également les lobes des oreilles percés et souvent distendus par des disques. Les femmes réalisent des bijoux en perles qui jouent un rôle essentiel dans l'ornementation corporelle maasaï. Dès l'âge de 12 ans, les jeunes filles apprennent à broder les vêtements multicolores de cérémonie.
Le goût pour les vêtements rouges des Maasaïs contemporains fait écho à l’utilisation plus traditionnelle d’ocre de cette même couleur. Les morane se tressent les cheveux et les teignent en rouge. Les Maasaïs aiment porter des bijoux (colliers, bracelets…).

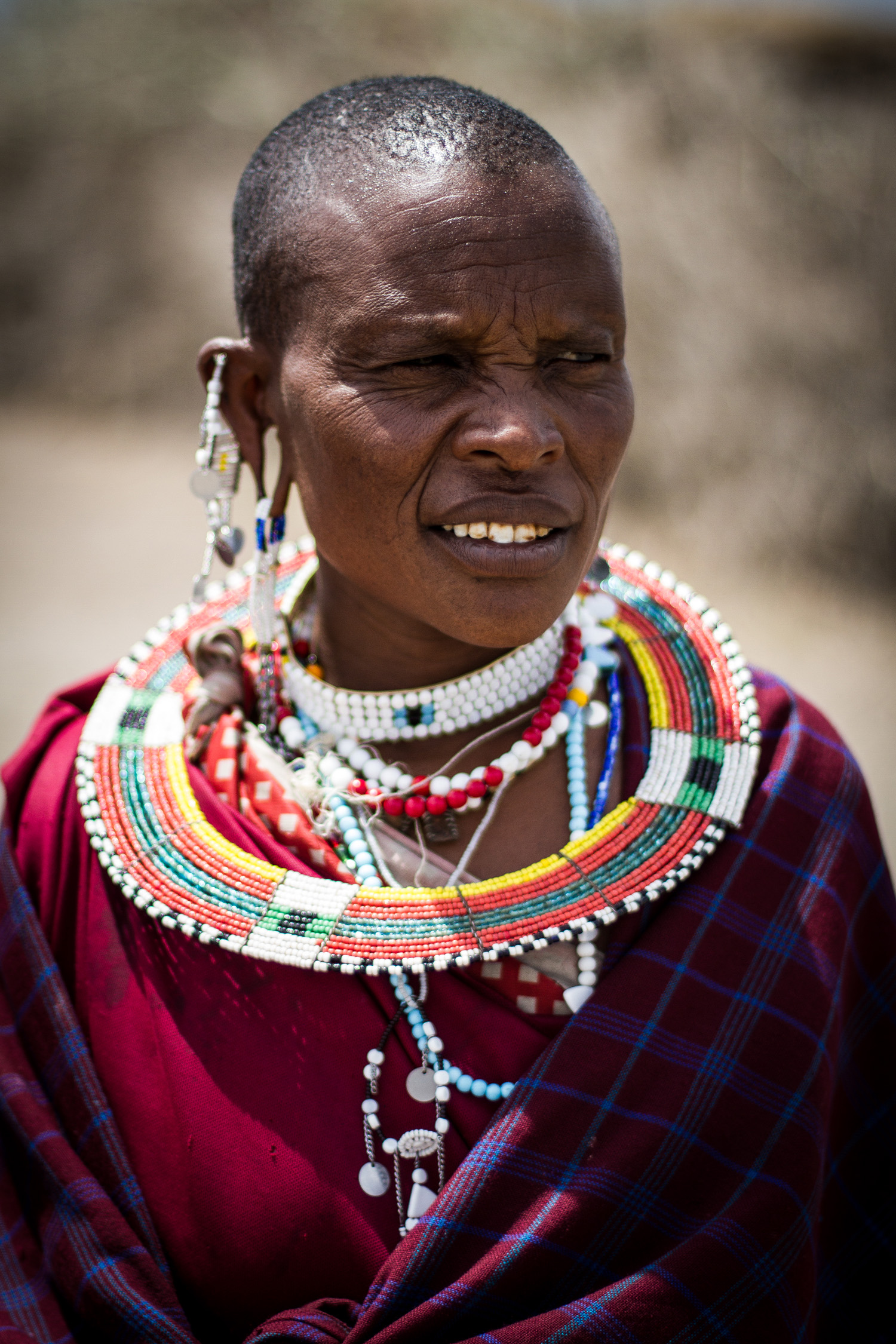
Femme maasaï, photo réalisée en Tanzanie dans l'aire de conservation du Ngorongoro.
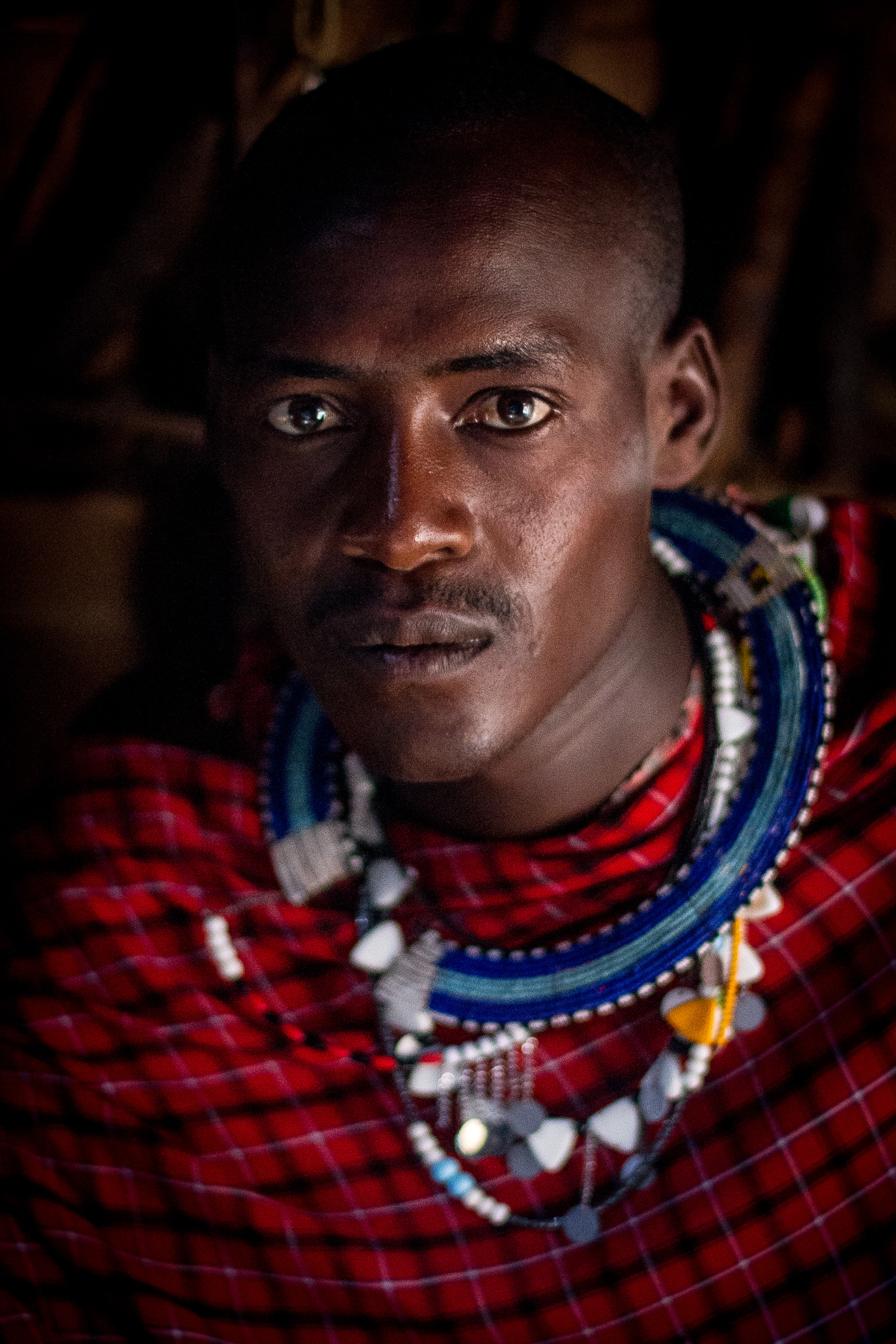
Homme Maasaï, photographié dans sa hutte, dans l'aire de conservation du Ngorongoro.
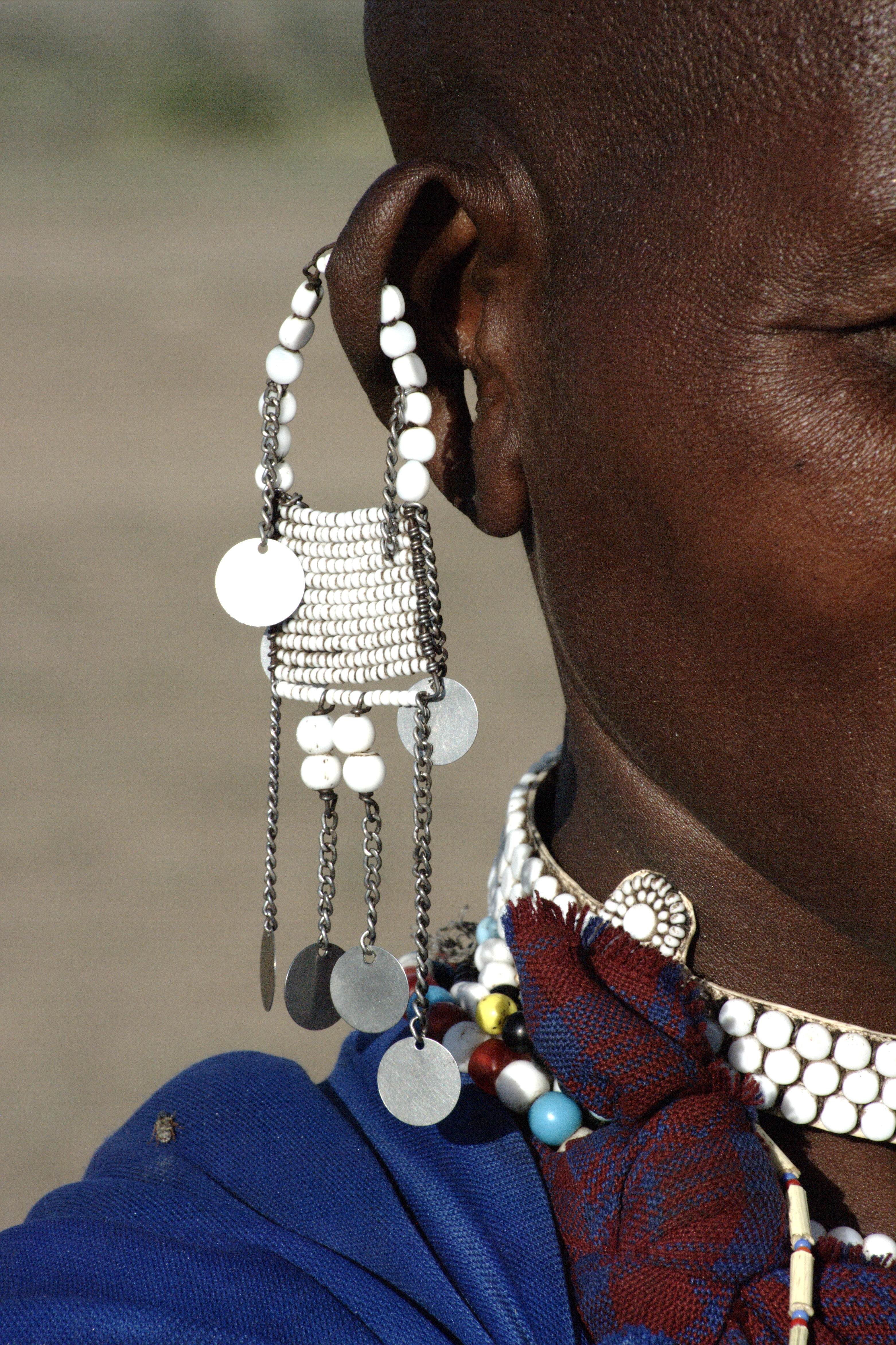
Boucles d'oreilles de femme Maasaï.
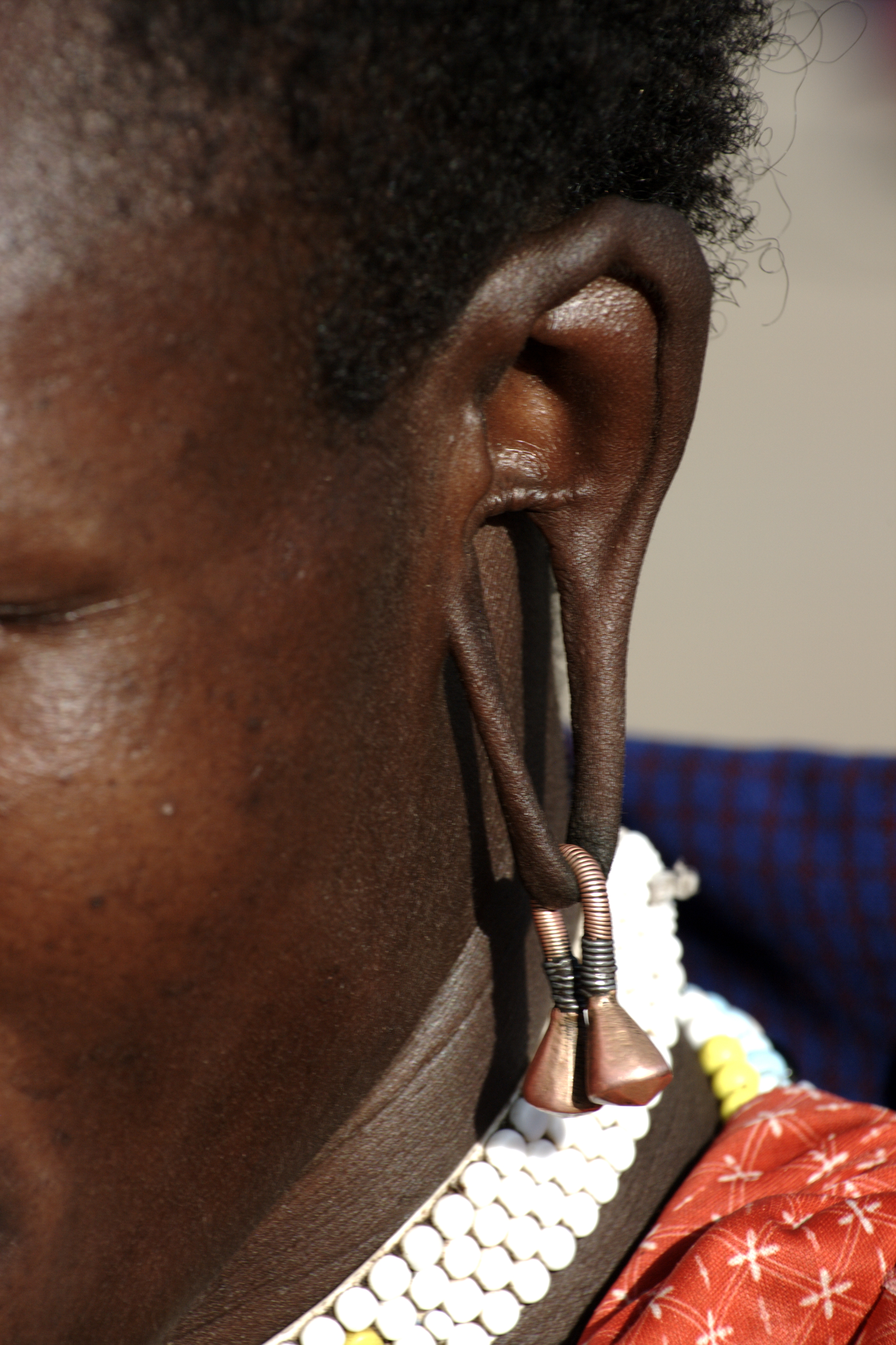
Lourd pendentif dont le poids a distendu l'oreille.

### Danse

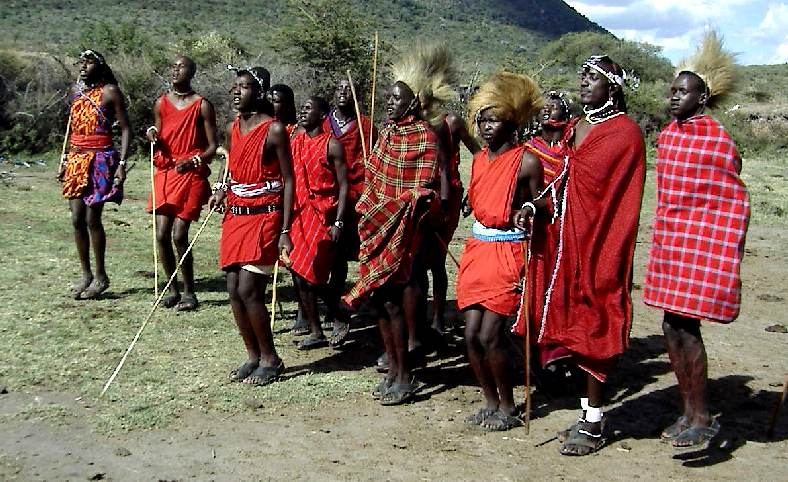
Danse rituelle Maasaï, parc de Maasaï-Mara, 2004.

Il existe différentes danses maasaï ; l’une des plus connues est une forme de compétition opposant les hommes, ceux-ci devant sauter le plus haut possible en conservant les pieds joints,.

### Jeux
Le en Gehé est un jeu traditionnel qui occupe une place importante dans la société maasaï du nord de la Tanzanie. Il est réservé aux hommes, c'est le jeu des guerriers.

## Les Maasaï aujourd’hui
Bien qu'ils soient très attachés à leurs origines et à leur culture, de nombreux Maasaï ont abandonné leur mode de vie traditionnel pour le style de vie occidental. Certains jeunes ont émigré en Europe ou en Amérique du Nord, afin notamment de poursuivre des études supérieures.
Depuis l'ère coloniale, les Maasaï ont été dépossédés d'une partie importante de leurs terres traditionnelles, soit par des fermiers privés, soit dans le cadre de plans gouvernementaux ou de création de parcs nationaux. Les gouvernements tanzanien et kényan ont en effet tenté de mettre en place des projets de développement visant à modifier les modes de vie traditionnels des Maasaï et à les sédentariser afin qu'ils respectent les frontières. Ces tentatives se sont soldées par un appauvrissement généralisé des populations maasaï, qui jusque-là géraient efficacement leur bétail.
En 1993, des mouvements s'organisent pour faire cesser les ventes ou les saisies de terre au Kenya, ou pour participer à l'administration du Conservatoire régional de Ngorongoro et à la campagne de défense de la montagne sacrée Endoinyo Ormoruwak en Tanzanie.
En 2013 (20 ans après), alors que les Maasaï sont par ailleurs (comme dans toute la région sahélienne et périsahélienne) de plus en plus exposés aux risques induits par le dérèglement climatique, une campagne d'expropriation des terres menace à nouveau les populations maasaï de Tanzanie. Le gouvernement du président Jakaya Kikwete tente à nouveau de récupérer les terres des héritiers de la culture maasaï. Des projets de « viviers pour safaris » sont notamment évoqués.
 En pays maasaï, une partie importante des représentants de l'ethnie vit directement des profits touristiques de leur culture (visite de village, vente d'artisanat, organisation de spectacles…) ; à l'étranger, leur image est souvent utilisée pour représenter l'Afrique traditionnelle. Certains Maasaï s'organisent pour essayer de contrôler l'usage qui est fait de leur culture et de leur image afin de redistribuer les profits qui en sont tirés à leur peuple.
En 2014, la communauté maasaï tanzanienne appelle à nouveau la communauté internationale à l'aide en 2014, à la suite d'expulsions, emprisonnements ou ventes forcées de terres pour faire place à des concessions de chasse. Cet appel a été relayé par la presse dont Courrier international, des ONG telles que Survival International et la « Société pour les peuples en danger ». Les Maasaï ont lancé une pétition mondiale afin d'attirer l'attention des citoyens du monde sur cette mise en péril de leur culture.

### Discographie
- (en) Authentic dances of the Maasai, Langata Maasai Group, Delta 2002
- (en) Maigisa : Songs of the Maasai, Ereto Maasai, Pan Records, 2003 (enregistrement 2000)

### Filmographie
- Massaï, les guerriers de la pluie, film français de Pascal Plisson, 2002
- La Massaï blanche, film allemand d'Hermine Huntgeburth, 2005
- Ni mila tu, documentaire français de Charlotte Bruneau et Laurène Lepeytre, 2009, 52 min (rite alternatif qui remplace désormais l'excision depuis son interdiction en Tanzanie en 1998)